# Honecker-Buckel
Als Honecker-Buckel wird ein demografisches Phänomen genannt, bei dem die DDR die Geburtenraten nach einem Abfall wieder heben konnte.
Ähnlich wie in der damaligen BRD, sah man auch in der DDR, dass die Geburtenraten nach dem Babyboom sanken. Die BRD konnte aber ihren Geburtenrückgang mit Einwanderung (siehe Gastarbeiter) ausgleichen und so ihr Bevölkerungssaldo stabil halten. Dem gegenüber drohte der DDR ein Bevölkerungsschwund. Daher wollte die DDR-Führung die Geburtenrate steigern. Die SED beschloss auf ihrem 8. Parteitag (1971), mehrere Erleichterungen für Eltern einzuführen. Dazu gab es Ehekredite, welche man mit jedem geborenen Kind tilgen konnte und die ab dem dritten Kind sogar ganz getilgt waren. Dazu verbreitete sich das Verb „abkindern“. Eltern konnten auch schneller Wohnungen erhalten, Autos kaufen oder wurden beim Bezug von Urlaubsreisen bevorzugt. Das Kindergeld wurde angehoben und die  Kindertagesbetreuung ausgebaut. Dies führte dazu, dass in der DDR die Geburtenrate auf 1,9 Kinder pro Frau anstieg. Mit Beginn der 1980er Jahre sank die Geburtenrate schon wieder. So entstand bei Demographen der Begriff Honecker-Buckel für dieses Phänomen.